# ニコセロンpart3
『ニコセロンpart3』（にこせろんぱーとすりー）は、ヒカシューのミニ・アルバム。2011年1月25日にMAKIGAMI RECORDSより発売。

## 収録曲
補足以外、全作詩巻上公一
1. ニコセロンpart3（NIKOSERON part3）
作曲：巻上公一
2. あしたにかけた（HUNG ON TOMORROW）
作曲：三田超人
3. 青すぎるジャージ（BLUE ON BLUE）
作詩・作曲：三田超人
  - ボーカルは三田。嵐に歌ってもらう事を前提として作られた。
4. ニコセロン super mix（NIKOSERON super mix）
作曲：巻上公一、リミックス：坂出雅海

「ニコセロン」と「ニコセロン part2」、「ニコセロン part3」のリミックス。

## 参加ミュージシャン
- 巻上公一 -ボーカル(#3以外)、コルネット、テルミン、プログラミング
- 三田超人 -ボーカル(#3)、ギター
- 坂出雅海 -エレクトリック・ベース、プログラミング、ミックス(#3)
- 清水一登 -ピアノ、シンセサイザー、バスクラリネット
- 佐藤正治 -ドラムス、パーカッション